# Дорман Веніамін Давидович
Веніамі́н Дави́дович До́рман (1927—1988) — радянський кінорежисер і кіносценарист. Заслужений діяч мистецтв РРФСР (1976).
Найвідоміший кінотвір Дормана — шпигунська тетралогія про резидента й потрійного агента Михайла Тульєва («Помилка резидента», «Доля резидента», «Повернення резидента», «Кінець операції „Резидент“»).

## Життєпис
Народився в Одесі в сім'ї композитора Давида Дормана.
Від 1943 року працював у Держцирку, брав участь у роботі фронтових бригад від Центрального клубу будівельників Москви. 1943 року вчився на архітектурному відділенні Московського державного інженерно-будівного інституту. Від 1944 року вчився на режисерському факультеті ВДІКу в майстерні В. М. Козінцева.
По закінченні інституту 1951 року за розподілом працював на Нижньоволзькій студії кінохроніки в Саратові, а відтак і на Ростовській студії кінохроніки. Зняв низку документальних нарисів і хронік.
Від 1957 року — режисер на Кіностудії імені М. Горького, де був другим режисером на фільмі «Тихий Дон» (1958). Як режисер-постановник дебютував фільмом «Дівоча весна» (1960). Майже в усіх своїх фільмах знімав улюблених акторів — Вадима Захарченка й Георгія Тусузова.
Автор сюжетів для дитячого гумористичного кіножурналу «Єралаш» і сатиричного кіножурналу «Фітіль».
За показниками касового успіху в глядачів за перший рік демонстрації фільми режисера зайняли четверте місце, що пов'язують з його вибором здебільшого гостросюжетних тем.
Член КПРС від 1959 року, член Спілки кінематографістів СРСР (Москва).
Помер 22 січня 1988 року. Похований у Москві на Головинському кладовищі (ділянка № 16).

## Сім'я
- Жінка — Людмила Альбертівна Бірчанська, наукова співробітниця.
- Син — Олег Веніамінович Дорман (нар. 1967), російський кінорежисер.

## Фільмографія
Режисер
- 1954 — Північніше від Сталінграда[5]
- 1955 — На першість СРСР з класичної боротьби 1955 року[6]
- 1956 — Шлях пошуків[7]
- 1958 — Народження фільму (спільно з Г. Оганесяном)[8]
- 1960 — Дівоча весна (спільно з Г. Оганесяном)
- 1962 — Веселі історії
- 1963 — Штрафний удар
- 1964 — Легке життя
- 1965 — Приїжджайте на Байкал
- 1968 — Помилка резидента
- 1970 — Доля резидента
- 1973 — Земля, до запитання
- 1974 — Єралаш, випуск № 2, сюжет «Не треба хвилюватися»
- 1975 — Зникла експедиція
- 1975 — Єралаш, випуск № 4, сюжет «Якщо хочеш бути здоровий…»
- 1976 — Золота річка
- 1976 — Єралаш, випуск № 10, сюжет «Love Story / Історія кохання»
- 1978 — Зникнення
- 1979 — Циркаченя
- 1979 — Викрадення «Савої»
- 1980 — Нічна подія
- 1982 — Повернення резидента
- 1983 — Талісман
- 1984 — Мідний янгол
- 1986 — Кінець операції «Резидент»
- 1987 — Розірване коло

Сценарист
- 1960 — Ванька (короткометражний; спільно з Е. Бочаровим і Г. Оганесяном)
- 1976 — Єралаш, випуск № 10, сюжет «Love Story / Історія кохання»

## Звання і нагороди
- Заслужений діяч мистецтв РРФСР (1976).[2]
- Орден Трудового Червоного Прапора (22 серпня 1986).
- Медаль «За трудову доблесть» (3 вересня 1974) — «за заслуги в розвитку радянської кінематографії та активну участь у комуністичному вихованні трудящих».[9]